# Alyx Vance
Alyx Vance er en fiktiv person i Valves first-person shooter-computerspil Half-Life 2 fra 2004 og de efterfølgende versioner: Half-Life 2: Episode One og Half-Life 2: Episode Two samt det nye VR-spil Half-Life: Alyx. Alyx Vance er en ung kvinde midt i tyverne af sort/asiatisk afstamning, og er en fremtrædende figur i menneskernes modstand mod aliens, som kaldes Combine, samt mod medløberen, Dr. Breen. Hun er en nær ven og allieret af Gordon Freeman og anses for at være den primære heltinde i serien. Alyxes ansigt er en modificeret udgave af den virkelige skuespillerindes Jamil Mullen ansigt, og Merle Dandridge lægger stemme til.
| Spilfigurer | Spire Denne spilfigur-relaterede artikel er en spire som bør udbygges. Du er velkommen til at hjælpe Wikipedia ved at udvide den. |